# Antoni Bancells Pujadas
Antoni Bancells Pujadas   (Barcelona, 1949 - gener 2021 (<12 de gener de 2021)) era un dibuixant de còmics català, que va viure a Dinamarca durant 10 anys, i va morir el gener de 2021.

## Biografia
La seua carrera professional comença a l'Editorial Bruguera a principis dels anys 70, com entintador de les pàgines que Blas Sanchis feia, sense signar, del personatge de Vázquez Anacleto, agente secreto.
Prompte, la inqüestionable popularitat de Mortadel·lo va fer que l'editorial decidira formar un equip d'esquena al creador, Francisco Ibáñez, per a fer historietes del personatge (era habitual que l'editorial fera i desfera amb uns personatges que eren propietat seua i no dels seus creadors, i sovint els dibuixants, hagueren creat o no els personatges, mai no sabien que se'n feia del treball o ignoraven que aquesta no pagava drets d'autor als creadors). Bancells va treballar a aquest equip fins a l'any 1977, que decideix abandonar l'editorial Bruguera. Durant la seua trajectòria a l'editorial barcelonina va dibuixar pàgines de personatges com Mortadel·lo, Doña Urraca, o el repórter Tribulete.
El 1977 comença a treballar per a l'editorial Egmont, encarregada de publicar els còmics de Disney als països del nord d'Europa. Les seues primeres col·laboracions foren historietes protagonitzades per Mickey Mouse, dibuixades amb un estil clàssic, si bé més endavant dibuixaria pàgines de l'Ànec Donald i l'Oncle Garrepa amb un estil amb influències de Giorgio Cavazzano.